# José Paulino Ríos Reynoso
José Paulino Ríos Reynoso (Imperial, Cañete, 4 de octubre de 1944) es un sacerdote diocesano peruano, que fue arzobispo de Arequipa, entre 2003 y 2006. Anteriormente fue arzobispo de Huancayo (1995-2003). Actualmente es arzobispo emérito de Arequipa.

## Biografía

### Primeros años y formación
Nació en Imperial, en la provincia de Cañete, del departamento de Lima. Cursó sus estudios secundarios en el Colegio de los Padres Agustinos de la ciudad de Cañete. Su formación sacerdotal lo realizó en el Seminario Santo Toribio de Mogrovejo de Lima. Asimismo, cursó estudios filosóficos y teológicos en la Facultad de Teología Pontificia y Civil de Lima.

### Sacerdocio
Fue ordenado sacerdote el 5 de junio de 1971. Entre otras labores, coordinó la Fraternidad Sacerdotal de Lima, fue secretario de la Comisión Episcopal para el Clero y miembro del Consejo de consultores de la arquidiócesis de Lima. En diciembre de 1991, al poco tiempo del fallecimiento repentino del arzobispo de Huancayo, monseñor Emilio Vallebuona Merea, asumió la administración apostólica de arquidiócesis huancaína.

### Arzobispo de Huancayo
El 2 de diciembre de 1995, el papa Juan Pablo II lo preconizó como arzobispo de Huancayo. El 6 de enero de 1996 fue consagrado por el mismo sumo pontífice, en la Basílica de San Pedro de Roma.
Luego de su entrada a su sede episcopal, vivió en las instalaciones del Seminario Mayor San Pío X, el mismo que fue reorganizado tanto administrativa como materialmente.
Por su experiencia como sacerdote diocesano, impulsó las reuniones mensuales del clero, promovió la formación permanente del mismo y se preocupó por la construcción de nuevas casas parroquiales para sacerdotes. De otro lado, ante el avance del crecimiento poblacional, creó nuevas parroquias en su jurisdicción.
Se preocupó también por la labor evangelizadora, impulsando “La Gran Misión de la Esperanza” que consistía en hacer un censo religioso, formar agentes pastorales y hacer visitas a los domicilios. Promovió las peregrinaciones misioneras, como la de la Cruz de la Paz, la Mamacha Cocharcas y el  Corpus Christhi. En su periodo se realizó el Congreso Misionero del Centro (1998); el Congreso Eucarístico y Mariano (2001); y el II Sínodo Diocesano, este último reabierto tras cincuenta años del primero.

### Arzobispo de Arequipa
El 29 de noviembre de 2003 fue preconizado como arzobispo de Arequipa. Tomó posesión de su sede episcopal el 1 de febrero de 2004.
Ejerció su pastorado en la arquidiócesis arequipeña durante menos de tres años. El 21 de octubre de 2006 el papa Benedicto XVI aceptó su renuncia. Su sucesor fue monseñor Javier del Río Alba, hasta entonces obispo coadjutor de la misma sede. Ríos Reynoso pasó a ser desde entonces arzobispo emérito de Arequipa.